# Peter Pilkington, Baron Pilkington of Oxenford

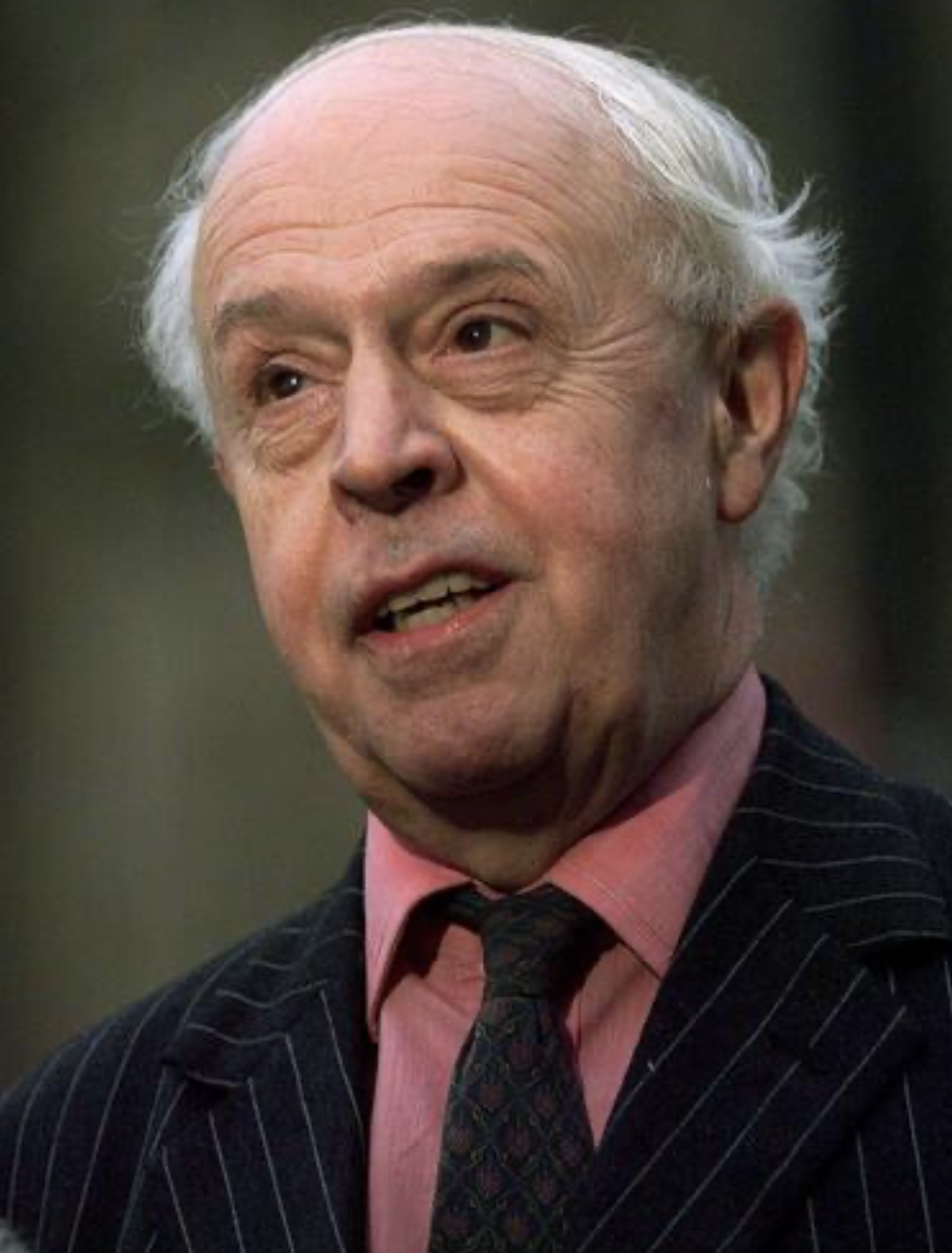
Peter Pilkington, Baron Pilkington of Oxenford, 2011

Peter Pilkington, Baron Pilkington of Oxenford (* 5. September 1933 in Newcastle upon Tyne; † 14. Februar 2011) war ein britischer Life Peer und Politiker (Conservative Party).

## Leben und Karriere
Pilkington wurde am 5. September 1933 als Sohn von Frank und Doris Pilkington geboren. Seine Eltern waren Atheisten; er selbst entdeckte in seiner Zeit als Schüler der Dame Allan’s Grammar School in Newcastle upon Tyne seine Hinwendung zum Christentum. Sein Vater war als Handelsreisender tätig. 1952 begann er am Jesus College der University of Cambridge Geschichte zu studieren. An der Geschichtswissenschaftlichen Fakultät der Universität waren damals konservative Strömungen stark im Kommen; Pilkington wurde entscheidend vom Gedankengut der Historiker und Philosophen Maurice Cowling, Herbert Butterfield und Michael Oakeshott geprägt. 1955 schloss er mit einem Master of Arts im Fach Geschichte ab.
Er trat der Universities' Mission to Central Africa, einer anglikanischen Missionsgesellschaft, bei. In Missionsstationen war er von 1955 bis 1957 als Lehrer tätig. Er arbeitete in Tanganjika auch mit Leprakranken, eine Erfahrung, die ihn weiter von der christlichen Religion und deren Kraft zur Veränderung überzeugte. 1957 kehrte er nach Cambridge zurück. Zur Vorbereitung auf das Priesteramt besuchte er in Cambridge das theologische College Westcott House. 1959 wurde er in Bakewell, Derbyshire, zum Priester geweiht. Dort übernahm er eine Stelle als Vikar (Curate). Diese hatte er bis 1962 inne.
Er war von 1962 bis 1976 Lehrer (Schoolmaster) am Eton College, wo er innerhalb von zwei Jahren Master in College wurde und die schulische Aufsicht für die King's Scholars übernahm. 1975 wechselte er als Rektor (Headmaster) an die The King’s School, wo er bis 1986 im Amt blieb. Er war dort entscheidend am Aufbau eines ehrenamtlichen Sozialdienstes beteiligt, bei dem Jungen als Freiwillige mit alten Menschen, mit Kindern aus sozial benachteiligten Familien oder in Krankenhäusern arbeiteten. Von 1986 bis 1992 war er Rektor (High Master) der St Paul’s School in London. Er trat vorzeitig in den Ruhestand, um Vorsitzender (Chairman) der Broadcasting Complaints Commission (BCC) zu werden, was er von 1992 bis 1996 blieb.
Von 1975 bis 1990 war er Ehrenamtlicher Domherr (Honorary Canon) an der Kathedrale von Canterbury; danach Canon Emeritus.

## Mitgliedschaft im House of Lords
Pilkington wurde am 12. Januar 1996 zum Life Peer als Baron Pilkington of Oxenford, of West Dowlish in the County of Somerset ernannt. Seine Antrittsrede im House of Lords hielt er am 21. Februar 1996. Von 1997 bis 1998 war er Oppositionssprecher für Bildung und Beschäftigung (Opposition Spokesperson for Education and Employment) unter William Hague, trat aber unter Protest zurück, als Hague Lord Cranborne, den Vorsitzenden der Konservativen im Oberhaus, entließ.
Er meldete sich zuletzt am 9. Dezember 2010 zu Wort. Zuletzt nahm er am 9. Februar 2011 an einer Abstimmung teil.

## Wirken in der Öffentlichkeit
Obwohl er für seine konservative Einstellung bekannt war, führte Pilkington während seiner Zeit als Schulleiter eine Reihe von Reformen durch. Dazu gehörte die Abschaffung der körperlichen Züchtigung und die Zulassung gemischter Klassen in einigen Jahrgangsstufen. Zwei neue Schulgebäude und ein Studienzentrum für Kunst wurden während seiner Amtszeit eröffnet; eine steigende Zahl von Schülern gewann Stipendien der University of Oxford und der University of Cambridge.
Er war ein entschiedener Gegner der „Inklusion“ und der damals vertretenen Ansicht, dass berufliche und schulische Qualifikationen gleichgestellt werden sollten. Pilkington vertrat die Auffassung, dass diese zwei Disziplinen inkompatibel seien und getrennt bleiben müssten. Pilkington war ein Verfechter des Prinzips der schulischen Selektion und argumentierte, dass das Schulabgangsalter gesenkt werden müsse, um zu vermeiden, dass nicht-akademische Schüler eine Bildung fortsetzten, an der sie kein Interesse haben.
Dem gesellschaftspolitischen Modell des Wohlfahrtsstaates (Welfarism) stand er skeptisch gegenüber. Er glaubte, dass das Christentum „politisch indifferent und moralisch beteiligt“ sein sollte. Er lehnte das Konzept einer Kirche ab, die mit Kompromissen gegenüber dem Säkularismus relevant zu bleiben versucht.
1991 schrieb er eine Streitschrift für das Centre for Policy Studies, End Egalitarian Delusion, in dem er die Regierung aufrief, Bildungsexzellenz Vorrang gegenüber Social Engineering zu geben.
Die Übernahme des Vorsitzes der BCC wurde von einigen Labour-Politikern mit Entrüstung zur Kenntnis genommen. Als die kontroverseste Entscheidung der BCC unter seinem Vorsitz gilt die Entscheidung aus dem Jahre 1994, als einer Beschwerde des National Council of One Parent Families stattgegeben wurde, dass die BBC-Serie Babies on Benefit ungerecht und unfair gegenüber alleinerziehenden Eltern sei.
Pilkington war als Präsident der National Grammar Schools’ Association aktiv. Er führte die Kampagne gegen den Versuch der Regierung, die verbliebenen Grammar Schools abzuschaffen. Pilkington kritisierte dabei die dortigen Schulleiter, die sich „hinter Paragraphen verstecken“, um Probleme zu vermeiden.

## Familie und Tod
Pilkington heiratete 1966 Helen Wilson, die Enkelin eines Schnupftabak-Tycoons, die er 1959 während seiner Zeit als Vikar in Bakewell kennengelernt hatte. Sie starb 1997. Sie hatten zusammen zwei Töchter.
Pilkington starb am 14. Februar 2011 im Alter von 77 Jahren. Die Trauerfeier fand am 23. Februar 2011 in Somerset statt. Ein Dankgottesdienst wird am 16. Juni 2011 in der St Margaret’s Church im Londoner Stadtteil Westminster abgehalten.